# Eggerellina
Eggerellina es un género de foraminífero bentónico de la subfamilia Verneuilinoidinae, de la familia Verneuilinidae, de la superfamilia Verneuilinoidea, del suborden Verneuilinina y del orden Lituolida. Su especie tipo es Bulimina brevis. Su rango cronoestratigráfico abarca el Senoniense (Cretácico superior).

## Discusión
Clasificaciones previas incluían Eggerellina en el suborden Textulariina del orden Textulariida, o en el orden Lituolida sin diferenciar el suborden Verneuilinina.

## Clasificación
Eggerellina incluye a las siguientes especies:
- Eggerellina brevis †
- Eggerellina cenomana †
- Eggerellina intermedia †
- Eggerellina mariae †
- Eggerellina mulkraji †